# 布莱松维尔
布莱松维尔（法語：Blessonville，法語發音：[blɛsɔ̃vil]）是法国上马恩省的一个市镇，位于该省西部，属于肖蒙区。

## 地理
布莱松维尔（48°3'31"N, 5°0'30"E）面积9.76 平方千米，位于法国大東部大區上马恩省，该省份为法国东北部内陆省份，北起马恩省和默兹省，西接奥布省，西南接科多尔省，东南接上索恩省，东临孚日省。
与布莱松维尔接壤的市镇（或旧市镇、城区）包括：里什堡、瑟穆捷-蒙桑、布里孔、沙托维兰。

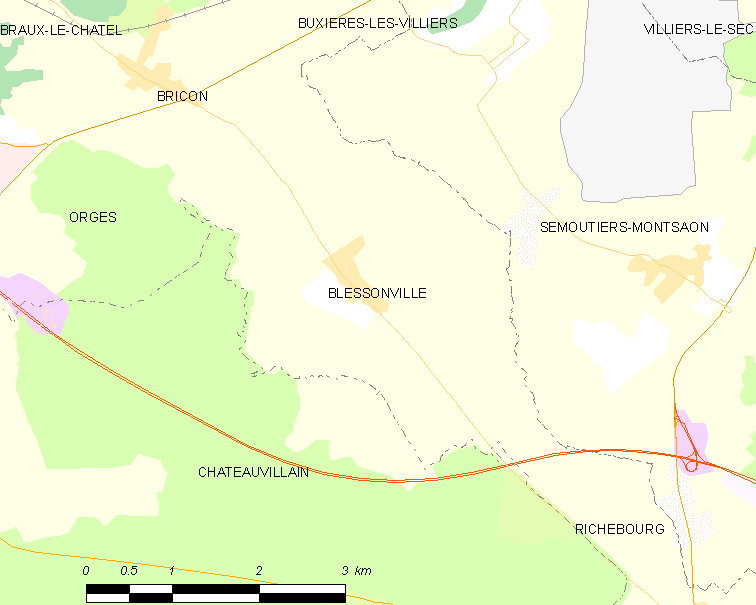
布莱松维尔的OSM定位图

布莱松维尔的时区为UTC+01:00、UTC+02:00（夏令时）。

## 行政
布莱松维尔的邮政编码为52120，INSEE市镇编码为52056。

## 政治
布莱松维尔所属的省级选区为沙托维兰县。

## 人口

1962-2008年间布莱松维尔人口变化图示

布莱松维尔于2022年1月1日时的人口数量为176人。